# Chilodonta
Chilodonta là một chi ốc biển, là động vật thân mềm chân bụng sống ở biển trong họ Chilodontidae.

## Các loài
Các loài trong chi Chilodonta gồm có:
- Chilodonta suduirauti Poppe, Tagaro & Dekker, 2006[2]